# Estate (Renoir)
Estate è un dipinto a olio su tela realizzato nel 1868 dal pittore francese Pierre-Auguste Renoir.

## Soggetto
Il dipinto ha come protagonista Lise Tréhot,, compagna dell'artista dal 1866 al 1871. Renoir ha eseguito 23 dipinti con lei come protagonista.

## Descrizione dell'opera
Il dipinto raffigura la donna seduta su una sedia, vestita informalmente, davanti a un parapetto in muratura. Lo sfondo è occupato dal fogliame verde di arbusti da cui irrompe una forte luce.